# Slovenska hokejska liga 1994/95
Sezona 1994/95 Slovenske hokejske lige je bila četrta sezona slovenskega prvenstva v hokeju na ledu. Naslov slovenskega prvaka so prvič osvojili hokejisti Olimpija Hertz, ki so v finalu s 4:2 v zmagah premagali Acroni Jesenice.

## Redni del

### Prvi del
| Mesto | Klub           | OT | Z  | N | P  | DG  | PG  | Točke |
| ----- | -------------- | -- | -- | - | -- | --- | --- | ----- |
| 1.    | Olimpija Hertz | 12 | 11 | 0 | 1  | 106 | 22  | 22    |
| 2.    | Jesenice       | 12 | 10 | 0 | 2  | 90  | 30  | 20    |
| 3.    | Sportina Bled  | 12 | 7  | 1 | 4  | 78  | 35  | 15    |
| 4.    | Inntal Celje   | 12 | 7  | 1 | 4  | 68  | 36  | 15    |
| 5.    | Maribor Gradis | 12 | 3  | 0 | 9  | 46  | 82  | 6     |
| 6.    | Triglav Kranj  | 12 | 3  | 0 | 9  | 45  | 60  | 6     |
| 7.    | Slavija Jata   | 12 | 0  | 0 | 12 | 14  | 182 | 0     |

### Drugi del
| Mesto                         | Klub                          | OT                            | Z                             | N                             | P                             | DG                            | PG                            | Točke                         |                               |
| Skupina A (za 1. do 4. mesto) | Skupina A (za 1. do 4. mesto) | Skupina A (za 1. do 4. mesto) | Skupina A (za 1. do 4. mesto) | Skupina A (za 1. do 4. mesto) | Skupina A (za 1. do 4. mesto) | Skupina A (za 1. do 4. mesto) | Skupina A (za 1. do 4. mesto) | Skupina A (za 1. do 4. mesto) | Skupina A (za 1. do 4. mesto) |
| ----------------------------- | ----------------------------- | ----------------------------- | ----------------------------- | ----------------------------- | ----------------------------- | ----------------------------- | ----------------------------- | ----------------------------- | ----------------------------- |
| 1.                            | Olimpija Hertz                | 18                            | 16                            | 0                             | 2                             | 165                           | 33                            | 35 (3)                        |                               |
| 2.                            | Jesenice                      | 18                            | 12                            | 1                             | 5                             | 112                           | 54                            | 27 (2)                        |                               |
| 3.                            | Inntal Celje                  | 18                            | 10                            | 1                             | 7                             | 76                            | 85                            | 21 (0)                        |                               |
| 4.                            | Sportina Bled                 | 18                            | 8                             | 0                             | 12                            | 78                            | 85                            | 17 (1)                        |                               |
| Skupina B (za 5. do 7. mesto) |                               |                               |                               |                               |                               |                               |                               |                               |                               |
| 5.                            | Triglav Kranj                 | 18                            | 9                             | 0                             | 7                             | 79                            | 44                            | 19 (1)                        |                               |
| 6.                            | Maribor Gradis                | 18                            | 4                             | 0                             | 12                            | 47                            | 109                           | 10 (2)                        |                               |
| 7.                            | Slavija Jata                  | 18                            | 0                             | 0                             | 16                            | 25                            | 178                           | 0 (0)                         |                               |

## Končnica

### Za peto mesto
| Mesto | Klub           | OT | Z | N | P | DG | PG | Točke  |
| ----- | -------------- | -- | - | - | - | -- | -- | ------ |
| 5.    | Triglav Kranj  | 4  | 4 | 0 | 0 | 40 | 6  | 11 (3) |
| 6.    | Maribor Gradis | 4  | 2 | 0 | 2 | 24 | 24 | 6 (2)  |
| 7.    | Slavija Jata   | 4  | 0 | 0 | 4 | 9  | 48 | 1 (1)  |

### Polfinale
Igralo se je na štiri zmage po sistemu 1-1-1-1-1-1-1, * - po kazenskih strelih.

#### Olimpija-Bled
|  | Olimpija Hertz | 6:1 | Sportina Bled | Hala Tivoli, Ljubljana |

| Poročilo tekme | Poročilo tekme | Poročilo tekme | Poročilo tekme | Poročilo tekme |
| -------------- | -------------- | -------------- | -------------- | -------------- |
|                |                |                |                |                |

|  | Sportina Bled | 1:3 | Olimpija Hertz | Ledena dvorana Bled, Bled |

| Poročilo tekme | Poročilo tekme | Poročilo tekme | Poročilo tekme | Poročilo tekme |
| -------------- | -------------- | -------------- | -------------- | -------------- |
|                |                |                |                |                |

|  | Olimpija Hertz | 4:2 | Sportina Bled | Hala Tivoli, Ljubljana |

| Poročilo tekme | Poročilo tekme | Poročilo tekme | Poročilo tekme | Poročilo tekme |
| -------------- | -------------- | -------------- | -------------- | -------------- |
|                |                |                |                |                |

|  | Sportina Bled | 2:6 | Olimpija Hertz | Ledena dvorana Bled, Bled |

| Poročilo tekme | Poročilo tekme | Poročilo tekme | Poročilo tekme | Poročilo tekme |
| -------------- | -------------- | -------------- | -------------- | -------------- |
|                |                |                |                |                |

#### Jesenice-Celje
|  | Acroni Jesenice | 5:0* | Inntal Celje | Dvorana Podmežakla, Jesenice |

| Poročilo tekme | Poročilo tekme | Poročilo tekme | Poročilo tekme | Poročilo tekme |
| -------------- | -------------- | -------------- | -------------- | -------------- |
|                |                |                |                |                |

|  | Inntal Celje | 0:5* | Acroni Jesenice | Ledena dvorana Celje, Celje |

| Poročilo tekme | Poročilo tekme | Poročilo tekme | Poročilo tekme | Poročilo tekme |
| -------------- | -------------- | -------------- | -------------- | -------------- |
|                |                |                |                |                |

- Inntal Celje je bil izključen iz prvenstva po ne odigranih dveh tekmah.

### Za tretje mesto
- Sportina Bled je brez boja osvojil tretje mesto, Inntal Celje pa četrto.

### Finale
Igralo se je na štiri zmage po sistemu 1-1-1-1-1-1-1, * - po kazenskih strelih.
|  | Olimpija Hertz | 3:4 | Acroni Jesenice | Hala Tivoli, Ljubljana |

| Poročilo tekme | Poročilo tekme | Poročilo tekme  | Poročilo tekme | Poročilo tekme |
| -------------- | -------------- | --------------- | -------------- | -------------- |
|                |                | (1:1, 2:2, 0:1) |                |                |

|  | Acroni Jesenice | 1:0 | Olimpija Hertz | Dvorana Podmežakla, Jesenice |

| Poročilo tekme | Poročilo tekme | Poročilo tekme  | Poročilo tekme | Poročilo tekme |
| -------------- | -------------- | --------------- | -------------- | -------------- |
|                |                | (0:0, 0:0, 1:0) |                |                |

|  | Olimpija Hertz | 5:1 | Acroni Jesenice | Hala Tivoli, Ljubljana |

| Poročilo tekme | Poročilo tekme | Poročilo tekme  | Poročilo tekme | Poročilo tekme |
| -------------- | -------------- | --------------- | -------------- | -------------- |
|                |                | (1:1, 1:0, 3:0) |                |                |

|  | Acroni Jesenice | 3:4* | Olimpija Hertz | Dvorana Podmežakla, Jesenice |

| Poročilo tekme | Poročilo tekme | Poročilo tekme            | Poročilo tekme | Poročilo tekme |
| -------------- | -------------- | ------------------------- | -------------- | -------------- |
|                |                | (1:0, 1:1, 0:1, 0:0, 1:2) |                |                |

|  | Olimpija Hertz | 6:4 | Acroni Jesenice | Hala Tivoli, Ljubljana |

| Poročilo tekme | Poročilo tekme | Poročilo tekme  | Poročilo tekme | Poročilo tekme |
| -------------- | -------------- | --------------- | -------------- | -------------- |
|                |                | (1:1, 3:2, 2:1) |                |                |

|  | Acroni Jesenice | 1:5 | Olimpija Hertz | Dvorana Podmežakla, Jesenice |

| Poročilo tekme | Poročilo tekme | Poročilo tekme  | Poročilo tekme | Poročilo tekme |
| -------------- | -------------- | --------------- | -------------- | -------------- |
|                |                | (1:1, 0:2, 0:2) |                |                |

## Končna lestvica prvenstva
1. Olimpija Hertz
2. Acroni Jesenice
3. Sportina Bled
4. Inntal Celje
5. Triglav Kranj
6. Maribor Gradis
7. Slavija Jata

## Najboljši strelci
G - goli, P - podaje, T - točke
| #  | Igralec               | Klub            | G  | P  | T  |
| -- | --------------------- | --------------- | -- | -- | -- |
| 1  | Kraig Nienhuis        | Olimpija Hertz  | 51 | 40 | 91 |
| 2  | Aleksander Rožkov     | Sportina Bled   | 40 | 26 | 66 |
| 3  | Pavel Kadikov         | Acroni Jesenice | 19 | 44 | 63 |
| 4  | Toni Tišlar           | Olimpija Hertz  | 32 | 28 | 60 |
| 5  | Sergejs Povečerovskis | Inntal Celje    | 29 | 29 | 58 |
| 6  | Nik Zupančič          | Olimpija Hertz  | 32 | 24 | 56 |
| 7  | Igor Rasko            | Inntal Celje    | 30 | 26 | 56 |
| 8  | Ildar Rahmatuljin     | Acroni Jesenice | 36 | 17 | 53 |
| 9  | Štefan Škvraka        | Triglav Kranj   | 24 | 29 | 53 |
| 10 | Tomaž Vnuk            | Olimpija Hertz  | 26 | 26 | 52 |